# Фасхитдинов, Ридик Ахметович
Ридик Ахметович Фасхитдинов (16 марта 1940 — 16 мая 2022) — баянист, концертмейстер Ансамбля народного танца имени Ф. Гаскарова. Народный артист Башкирской АССР (1982). Заслуженный артист РСФСР (1989).

## Биография
Фасхитдинов Ридик Ахметович родился 16 марта 1940 года в с. Темясово Баймакского района Башкирской АССР.
В 1962 году окончил Уфимское училище искусств по классу баяна (педагог П. С. Петрова).
По окончании училища работал в Ансамбле народного танца им. Ф. Гаскарова. В 1975 году работал на Башкирском телевидении режиссёром музыкальных программ.
С 1975 года работал в Национальном оркестре народных инструментов Башкирской филармонии баянистом, с 2004 года — солист-баянист.
Скончался 16 мая 2022 года.

## Репертуар
Концерт для баяна с оркестром Н. Я. Чайкина, башкирские народные песни и наигрыши для баяна, сочинения Х. Ф. Ахметова, Н. А. Даутова, З. Г. Исмагилова, А. С. Ключарёва, Р. М. Хасанова, мелодии народов мира.

## Награды и звания
- Народный артист Башкирской АССР (1982)
- Заслуженный артист Башкирской АССР (1974)
- Заслуженный артист РСФСР (1989)
- Дипломант Международного Фестиваля конкурса оркестров и ансамблей народных инструментов в г. Магнитогорске (2007)